# Jonny Flynn
Pour les articles homonymes, voir Flynn.
Jonny Flynn, est un joueur américain de basket-ball évoluant au poste de meneur. Il est né le 6 février 1989 à Niagara Falls.

## Biographie

### Universitaire
Il passe deux ans à l'université de Syracuse de 2007 à 2009 et joue avec l'Orange de Syracuse. Il joue avec une moyenne de 16,6 points et 6,0 passes par matches. 

### Carrière professionnelle

#### Timberwolves du Minnesota (2009-2011)
Le 25 juin 2009, il est choisi en sixième position du premier tour de la Draft 2009 de la NBA par les Timberwolves du Minnesota. 
Entre le 1er et le 13 décembre 2010, il joue en D-League chez le Skyforce de Sioux Falls.

#### Rockets de Houston (2011-mars 2012)
Le 23 juin 2011, le soir de la draft 2011 de la NBA, il est transféré aux Rockets de Houston, avec les droits de draft de Donatas Motiejūnas, second tour de draft 201é et une somme d'argent en échange de Brad Miller, les droits de draft de Nikola Mirotić, les droits de draft de Chandler Parsons et un premier tour de draft 2013.

#### Trail Blazers de Portland (mars-juin 2012)
Le 15 mars 2012, il est envoyé aux Trail Blazers de Portland avec son coéquipier Hasheem Thabeet et un second tour de draft en échange de Marcus Camby.
Le 1er juillet 2012, il devient agent libre.

#### Pistons de Détroit (sept.-oct. 2012)
Le 27 septembre 2012, il s'engage avec les Pistons de Détroit.
Le 22 octobre 2012, il n'est pas conservé après le camp d'entraînement.

#### Melbourne Tigers (2012-2013)
Le 5 novembre 2012, Flynn signe avec les Melbourne Tigers dans l'Australian National Basketball League.
Pour son premier match en NBL, et après quelques jours de préparation, Flynn fait de bons débuts avec 12 points, huit rebonds, sept passes décisives et un contre et conduit les Tigers à une large victoire 96 à 66 contre les Adelaide 36ers.
Flynn continue d'avoir un impact sur la NBL et, à la suite d'une blessure à Kevin Lisch, est sélectionné en tant que meneur titulaire de l'équipe des South All-Stars qui remportent le match 134 à 114 contre les North All-Stars lors du NBL All-Star Game 2012 à l'Adelaide Arena le 22 décembre 2012. En 19 minutes et 56 secondes jeu, Flynn marque sept points, prend cinq rebonds et distribue dix passes décisives.

#### Sichuan Blue Whales (2013)
En septembre 2013, Flynn rejoint les Sichuan Blue Whales dans la Chinese Basketball Association.
Toutefois, le 16 octobre 2013, il quitte le club chinois un mois plus tard en raison d'une blessure.

#### Orlandina Basket (2014)
Le 30 août 2014, Flynn signe à Orlandina Basket en Italie pour la saison 2014-2015.
Le 24 novembre 2014, il rompt son contrat avec Orlandina, après avoir joué seulement deux matches en Serie A avant d'être à nouveau blessé.

## Statistiques

### Universitaires
Les statistiques en matchs universitaires de Jonny Flynn sont les suivants :
| Saison    | Équipe   | Matchs | Titul. | Min./m | % Tir | % 3pts | % LF | Rbds/m. | Pass/m. | Int/m. | Ctr/m. | Pts/m. |
| --------- | -------- | ------ | ------ | ------ | ----- | ------ | ---- | ------- | ------- | ------ | ------ | ------ |
| 2007-2008 | Syracuse | 35     | 35     | 35,5   | 45,9  | 34,8   | 77,5 | 2,69    | 5,29    | 1,51   | 0,17   | 15,66  |
| 2008-2009 | Syracuse | 38     | 38     | 37,3   | 45,9  | 31,7   | 78,6 | 2,74    | 6,68    | 1,42   | 0,16   | 17,45  |
| Total     |          | 73     | 73     | 36,5   | 45,9  | 33,3   | 78,2 | 2,71    | 6,01    | 1,47   | 0,16   | 16,59  |

### Professionnels

#### Saison régulière NBA
gras = ses meilleures performances
| Saison    | Équipe    | Matchs | Titul. | Min./m | % Tir | % 3pts | % LF | Rbds/m. | Pass/m. | Int/m. | Ctr/m. | Pts/m. |
| --------- | --------- | ------ | ------ | ------ | ----- | ------ | ---- | ------- | ------- | ------ | ------ | ------ |
| 2009-2010 | Minnesota | 81     | 81     | 28,9   | 41,7  | 35,8   | 82,6 | 2,36    | 4,40    | 1,01   | 0,02   | 13,51  |
| 2010-2011 | Minnesota | 53     | 8      | 18,5   | 36,5  | 31,0   | 76,2 | 1,45    | 3,43    | 0,64   | 0,06   | 5,26   |
| 2011-2012 | Houston   | 11     | 0      | 12,3   | 29,3  | 22,2   | 78,6 | 0,73    | 2,55    | 0,27   | 0,09   | 3,36   |
| 2011-2012 | Portland  | 18     | 1      | 15,6   | 37,8  | 32,0   | 72,0 | 1,72    | 3,78    | 0,17   | 0,06   | 5,22   |
| Total     |           | 163    | 90     | 22,9   | 40,0  | 22,2   | 80,9 | 1,88    | 3,89    | 0,75   | 0,04   | 9,23   |

Mise à jour le 12 avril 2012